# Championnats de France de natation en petit bassin 2019
Navigation
Montpellier 2018
Les Championnats de France de natation en petit bassin 2019 ont lieu à Angers du 12 au 15 décembre 2019.      

## Podiums

### Hommes
| Épreuves            | Or                                                                             | Or             | Argent                                                                                  | Argent         | Bronze                                                                                 | Bronze         |
| ------------------- | ------------------------------------------------------------------------------ | -------------- | --------------------------------------------------------------------------------------- | -------------- | -------------------------------------------------------------------------------------- | -------------- |
| Nage libre          |                                                                                |                |                                                                                         |                |                                                                                        |                |
| 50 m                | Florent Manaudou                                                               | 20 s 64        | Maxime Grousset                                                                         | 21 s 22        | Clément Mignon                                                                         | 21 s 45        |
| 100 m               | Maxime Grousset                                                                | 46 s 10        | Jérémy Stravius                                                                         | 47 s 02        | Charles Rihoux                                                                         | 47 s 48        |
| 200 m               | Jérémy Stravius                                                                | 1 min 43 s 11  | Jordan Pothain                                                                          | 1 min 44 s 08  | Wissam-Amazigh Yebba                                                                   | 1 min 44 s 27  |
| 400 m               | David Aubry                                                                    | 3 min 40 s 30  | Jordan Pothain                                                                          | 3 min 40 s 78  | Joris Bouchaut                                                                         | 3 min 41 s 93  |
| 800 m               | David Aubry                                                                    | 7 min 31 s 60  | Marc-Antoine Olivier                                                                    | 7 min 40 s 06  | Joris Bouchaut                                                                         | 7 min 40 s 17  |
| 1 500 m             | David Aubry                                                                    | 14 min 32 s 77 | Marc-Antoine Olivier                                                                    | 14 min 41 s 56 | Joris Bouchaut                                                                         | 14 min 53 s 39 |
| Papillon            |                                                                                |                |                                                                                         |                |                                                                                        |                |
| 50 m                | Florent Manaudou                                                               | 22 s 44        | Maxime Grousset                                                                         | 22 s 89        | Amaury Leveaux                                                                         | 23 s 04        |
| 100 m               | Jérémy Stravius                                                                | 50 s 99        | Nans Roch                                                                               | 51 s 41        | Pierre Henry Arrenous                                                                  | 52 s 11        |
| 200 m               | Matthias Marsau                                                                | 1 min 56 s 38  | Thibaut Mary                                                                            | 1 min 56 s 98  | Arthur Cachot                                                                          | 1 min 57 s 29  |
| Dos                 |                                                                                |                |                                                                                         |                |                                                                                        |                |
| 50 m                | Jérémy Stravius                                                                | 23 s 05        | Yohann Ndoye Brouard                                                                    | 23 s 72        | Stanislas Huille                                                                       | 24 s 02        |
| 100 m               | Yohann Ndoye Brouard                                                           | 50 s 72        | Mewen Tomac                                                                             | 51 s 41        | Paul-Gabriel Bedel                                                                     | 51 s 57        |
| 200 m               | Yohann Ndoye Brouard                                                           | 1 min 51 s 76  | Mewen Tomac                                                                             | 1 min 52 s 34  | Geoffroy Mathieu                                                                       | 1 min 53 s 47  |
| Brasse              |                                                                                |                |                                                                                         |                |                                                                                        |                |
| 50 m                | Théo Bussière                                                                  | 26 s 56        | Antoine Viquerat                                                                        | 26 s 89        | Matthias Loth                                                                          | 27 s 18        |
| 100 m               | Théo Bussière                                                                  | 57 s 42        | Antoine Viquerat                                                                        | 58 s 34        | Jean Dencausse                                                                         | 59 s 19        |
| 200 m               | Antoine Viquerat                                                               | 2 min 6 s 33   | Thibaut Capitaine                                                                       | 2 min 6 s 59   | Jean Dencausse                                                                         | 2 min 6 s 71   |
| 4 nages             |                                                                                |                |                                                                                         |                |                                                                                        |                |
| 100 m               | Jérémy Stravius                                                                | 52 s 55        | Maxime Grousset                                                                         | 53 s 45        | Clément Bidard                                                                         | 53 s 84        |
| 200 m               | Emmanuel Limozin                                                               | 1 min 55 s 87  | Mewen Tomac                                                                             | 1 min 56 s 32  | Clément Bidard                                                                         | 1 min 56 s 88  |
| 400 m               | Émilien Mattenet                                                               | 4 min 10 s 34  | Clément Bidard                                                                          | 4 min 11 s 00  | Geoffrey Renard                                                                        | 4 min 13 s 18  |
| Relais              |                                                                                |                |                                                                                         |                |                                                                                        |                |
| 4 × 50 m nage libre | CN Marseille Clément Mignon Florent Manaudou Oussama Sahnoune Nicolas Vermorel | 1 min 25 s 31  | Olympic Nice Natation Jérémy Stravius Charles Rihoux Jérémy Desplanches Meven Grandjean | 1 min 27 s 04  | Dauphins du TOEC Guillaume Guth Jonathan Atsu Goroco Koindredi Louis Godefroid         | 1 min 29 s 06  |
| 4 × 50 m 4 nages    | CN Marseille Florent Manaudou Théo Bussière Nicolas Vermorel Clément Mignon    | 1 min 33 s 82  | Olympic Nice Natation Jérémy Stravius Jérémy Desplanches Meven Grandjean Charles Rihoux | 1 min 35 s 35  | Amiens Métropole Natation Mewen Tomac Mathieu Rothon Maxime Grousset Alexandre Derache | 1 min 36 s 61  |

### Femmes
| Épreuves            | Or                                                                            | Or            | Argent                                                                      | Argent         | Bronze                                                                                 | Bronze         |
| ------------------- | ----------------------------------------------------------------------------- | ------------- | --------------------------------------------------------------------------- | -------------- | -------------------------------------------------------------------------------------- | -------------- |
| Nage libre          |                                                                               |               |                                                                             |                |                                                                                        |                |
| 50 m                | Marie Wattel                                                                  | 24 s 21       | Anna Santamans                                                              | 24 s 31        | Margaux Fabre                                                                          | 24 s 80        |
| 100 m               | Marie Wattel                                                                  | 51 s 45       | Charlotte Bonnet                                                            | 52 s 04        | Anouchka Martin                                                                        | 53 s 58        |
| 200 m               | Charlotte Bonnet                                                              | 1 min 52 s 81 | Marie Wattel                                                                | 1 min 54 s 86  | Alizée Morel                                                                           | 1 min 56 s 28  |
| 400 m               | Charlotte Bonnet                                                              | 3 min 59 s 80 | Lara Grangeon                                                               | 4 min 5 s 27   | Alizée Morel                                                                           | 4 min 6 s 26   |
| 800 m               | Lara Grangeon                                                                 | 8 min 25 s 32 | Alizée Morel                                                                | 8 min 29 s 56  | Fantine Lesaffre                                                                       | 8 min 33 s 67  |
| 1 500 m             | Lara Grangeon                                                                 | 16 min 0 s 98 | Adeline Furst                                                               | 16 min 21 s 34 | Lou-Anne Barniet                                                                       | 16 min 23 s 65 |
| Papillon            |                                                                               |               |                                                                             |                |                                                                                        |                |
| 50 m                | Marie Wattel                                                                  | 25 s 16       | Mélanie Henique                                                             | 25 s 24        | Naële Portecop                                                                         | 25 s 99        |
| 100 m               | Naële Portecop                                                                | 58 s 29       | Anaïs Arlandis                                                              | 58 s 72        | Mika Heideyer                                                                          | 58 s 80        |
| 200 m               | Lara Grangeon                                                                 | 2 min 7 s 67  | Lilou Ressencourt                                                           | 2 min 12 s 62  | Camille Cottier                                                                        | 2 min 13 s 03  |
| Dos                 |                                                                               |               |                                                                             |                |                                                                                        |                |
| 50 m                | Béryl Gastaldello                                                             | 26 s 21       | Lila Touili                                                                 | 27 s 25        | Pauline Mahieu                                                                         | 27 s 56        |
| 100 m               | Lila Touili                                                                   | 59 s 07       | Laurine Del'homme                                                           | 59 s 53        | Pauline Mahieu                                                                         | 59 s 84        |
| 200 m               | Lara Grangeon                                                                 | 2 min 5 s 80  | Lila Touili                                                                 | 2 min 10 s 12  | Pauline Mahieu                                                                         | 2 min 10 s 13  |
| Brasse              |                                                                               |               |                                                                             |                |                                                                                        |                |
| 50 m                | Solène Gallego                                                                | 30 s 64       | Fanny Deberghes                                                             | 30 s 96        | Meghan Frouin                                                                          | 31 s 35        |
| 100 m               | Cyrielle Duhamel                                                              | 1 min 6 s 63  | Fanny Deberghes                                                             | 1 min 6 s 72   | Solène Gallego                                                                         | 1 min 7 s 66   |
| 200 m               | Fanny Deberghes                                                               | 2 min 22 s 94 | Justine Delmas                                                              | 2 min 25 s 26  | Cyrielle Duhamel                                                                       | 2 min 25 s 69  |
| 4 nages             |                                                                               |               |                                                                             |                |                                                                                        |                |
| 100 m               | Anastasia Urbaniak                                                            | 1 min 1 s 34  | Laurine Del'homme                                                           | 1 min 1 s 42   | Camille Dauba                                                                          | 1 min 1 s 50   |
| 200 m               | Fantine Lesaffre                                                              | 2 min 8 s 15  | Cyrielle Duhamel                                                            | 2 min 10 s 99  | Camille Dauba                                                                          | 2 min 12 s 01  |
| 400 m               | Lara Grangeon                                                                 | 4 min 29 s 60 | Fantine Lesaffre                                                            | 4 min 29 s 89  | Camille Tissandié                                                                      | 4 min 44 s 77  |
| Relais              |                                                                               |               |                                                                             |                |                                                                                        |                |
| 4 × 50 m nage libre | CN Marseille Anna Santamans Mélanie Henique Béryl Gastaldello Anouchka Martin | 1 min 37 s 00 | Canet 66 natation Margaux Fabre Analia Pigrée Marina Jehl Pauline Mahieu    | 1 min 40 s 57  | Dauphins du TOEC Lou Ditière Julie Coste Célia Pinsolle Assia Touati                   | 1 min 41 s 05  |
| 4 × 50 m 4 nages    | CN Marseille Lila Touili Mélanie Henique Léna Bousquin Anna Santamans         | 1 min 48 s 70 | Canet 66 natation Pauline Mahieu Solène Gallego Margaux Fabre Analia Pigrée | 1 min 50 s 36  | US Créteil Natation Mary-Ambre Moluh Tiphaine Leblond Émilie Boisrenoult Rim Ouenniche | 1 min 52 s 27  |

### Mixte
| Épreuves            | Or                                                                           | Or            | Argent                                                                                  | Argent        | Bronze                                                                                      | Bronze        |
| ------------------- | ---------------------------------------------------------------------------- | ------------- | --------------------------------------------------------------------------------------- | ------------- | ------------------------------------------------------------------------------------------- | ------------- |
| Relais              |                                                                              |               |                                                                                         |               |                                                                                             |               |
| 4 × 50 m nage libre | CN Marseille Clément Mignon Oussama Sahnoune Mélanie Henique Anouchka Martin | 1 min 32 s 02 | Olympic Nice Natation Jérémy Stravius Charles Rihoux Charlotte Bonnet Lilou Ressencourt | 1 min 32 s 90 | Canet 66 Natation Jean-Marc Delices Kyllian Brenon Analia Pigrée Margaux Fabre              | 1 min 33 s 64 |
| 4 × 50 m 4 nages    | CN Marseille Florent Manaudou Théo Bussière Léna Bousquin Anouchka Martin    | 1 min 39 s 72 | CN Marseille Paul-Gabriel Bedel Matthias Loth Mélanie Henique Anna Santamans            | 1 min 40 s 10 | Olympic Nice Natation Jérémy Stravius Jérémy Desplanches Charlotte Bonnet Lilou Ressencourt | 1 min 41 s 47 |